# Салин, Алф
Алф Олави Салин (фин. Alf Salin;  21 июня 1913, Гельсинфорс, Великое княжество Финляндское, Российская империя — 28 сентября 1964, Хельсинки, Финляндия) — финский артист балета, балетный педагог, актёр. Лауреат высшей государственной награды Финляндии для деятелей искусств Pro Finlandia (1956).

## Биография
С начала 1930-х годов — артист балета Финской национальной оперы, где исполнял ряд
героических партий во многих классических балетах.
Участник Советско-финляндской войны (1939—1940), в ходе которой получил тяжёлое ранение, потеряв левую руку.
С 1940 года работал менеджером по персоналу студии «Суомен Фильмитеоллисуус» (Oy Suomen Filmiteollisuus), занимая эту должность до своей смерти в 1964 году. Участвовал в создании более 100 кинофильмов. Снялся в 18 кинолентах.
Похоронен на кладбище Хиетаниеми в Хельсинки.

## Семья
- Сестра — Айрис Салин (1906—1991), финская артистка балета, солистка Финского национального балета.
- Брат — Хольгер Салин[фин.] (1911—1983), финский артист.
- Брат — Клаус Салин (1919—1973), финский артист балета.
- Жена — Айри Сяйля, танцовщица, хореограф, лауреат премии Pro Finlandia (1956).

## Избранная фильмография
- Пекка и Пяткя — подводные диверсанты (1957)
- Расскажите это ей… (1961)
- Женщины, которых мне дала судьба (1962)
- Turkasen tenava! (1963)